# Behind the Stockade
Behind the Stockade è un cortometraggio muto del 1911 diretto da Thomas H. Ince e George Loane Tucker. Era interpretato da Mary Pickford e Owen Moore.

## Produzione
Il film fu prodotto da Carl Laemmle per l'Independent Moving Pictures Co. of America (IMP).

## Distribuzione
Il film - un cortometraggio in una bobina - uscì nelle sale statunitensi il 12 giugno 1911, distribuito dalla Motion Picture Distributors and Sales Company. Non si conoscono copie ancora esistenti della pellicola che viene considerata presumibilmente perduta.